# French Open 1910 (Badminton)
Die French Open 1910 im Badminton fanden vom 15. bis zum 18. Dezember 1910 in Dieppe statt. Es war die 3. Auflage dieser Veranstaltung.

## Finalresultate
| Disziplin    | Sieger                                 | Finalist                           | Ergebnis     |
| ------------ | -------------------------------------- | ---------------------------------- | ------------ |
| Herreneinzel | George Alan Thomas                     | U. N. Lapin                        | 15-11, 15-11 |
| Dameneinzel  | Lavinia Clara Radeglia                 | Mary K. Bateman                    | 11-2, 14-12  |
| Herrendoppel | George Alan Thomas U. N. Lapin         | Salles Robert Ango                 | w.o.         |
| Damendoppel  | Lavinia Clara Radeglia Mary K. Bateman | Taylor Charlotte Meyer             | 15-6, 150    |
| Mixed        | George Alan Thomas Mary K. Bateman     | U. N. Lapin Lavinia Clara Radeglia | 15-11, 15-12 |